# Gilbert Walker
Pour les articles homonymes, voir Walker.
Gilbert Thomas Walker (né le 14 juin 1868 à Rochdale et mort le 4 novembre 1958 à Coulsdon) est un physicien et statisticien britannique du XXe siècle. Il est plus connu pour avoir décrit l'oscillation australe, une variation de la différence de pression atmosphérique entre l'est et l'ouest de l'océan Pacifique. Cette oscillation est reliée au El Niño, un phénomène climatique global. Il est également connu pour avoir fait progresser l'étude du climat en général.